# ГЕС Чітан
ГЕС Чітан (池潭水电站) — гідроелектростанція на сході Китаю у провінції Фуцзянь. Становить верхній ступінь у каскаді на річці Jinxi, яка впадає праворуч до Футунь, лівої твірної Xixi, котра, своєю чергою, є правою твірною Міньцзян (завершується у Тайванській протоці в місті Фучжоу).
У межах проєкту річку перекрили бетонною гравітаційною греблею висотою 78 метрів, яка утримує водосховище з об'ємом 700 млн м3 (під час повені може зростати до 870 млн м3).
Пригреблевий машинний у 1980 році ввели в експлуатацію з двома турбінами потужністю по 50 МВт, які використовували напір від 34 до 66 метрів (номінальний напір 51 метр) та забезпечували виробництво 0,5 млрд кВт·год електроенергії на рік.
У 2018-му стала до ладу друга черга з однією турбіною типу Френсіс потужністю 100 МВт, котра повинна збільшити виробітку станції на 135 млн кВт·год електроенергії на рік.
Видача продукції відбувається по ЛЕП, розрахованим на роботу під напругою 220 кВ та 110 кВ.